# أندريا إليوت
أندريا إليوت (بالإنجليزية: Andrea Elliott)‏ هي صحفية وكاتِبة أمريكية، ولدت في 14 ديسمبر 1972 في واشنطن العاصمة في الولايات المتحدة.